# Чарльз Роджерс
Чарльз Едвард «Бадді» Роджерс (англ. Charles Edward Rogers; 13 серпня 1904, Олейте — 21 квітня 1999, Ранчо-Міраж) — американський актор і джазовий музикант.

## Біографія
Роджерс народився в сім'ї Мод і Берта Генрі Роджерс в Олейте, Канзас. Навчався в Канзаському Університеті. В середині 1920-х він почав зніматися в голлівудських фільмах. Він був талановитим тромбоністом, грав на інших музичних інструментах. Роджерс виступав зі своїм джаз-бендом на радіо. Під час Другої світової війни служив у ВМС США інструктором льотної підготовки.
Славу йому приніс фільм 1927 року «Крила», де він зіграв разом з Кларою Боу. Фільм отримав нагороду за кращий фільм року, яка вперше була присуджена в цьому році.
Має зірку на Голлівудській Алеї слави (№ 6135 на Голлівудському бульварі). У 1986 році удостоєний Нагороди імені Джина Хершолта.

## Особисте життя
У 1937 році Роджерс став третім чоловіком легенди німого кіно Мері Пікфорд, яка була на дванадцять років старша за нього. У шлюбі вони прожили 42 роки до смерті Пікфорд у 1979 році. Власних дітей у пари не було, але вони усиновили двох дітей — Роксанну (народилася в 1944 році, удочерена в 1944 році) і Рональда Чарльза (народився в 1937 році, усиновлений в 1943 році).

## Смерть
Роджерс помер на Ранчо-Міраж, штат Каліфорнія, в 1999 році у віці 94 років від природних причин, і був похований на кладовищі Forest Lawn, Cathedral City, недалеко від Палм-Спрінгс.

## Вибрана фільмографія
- 1926 — Чарівна юність — Тедді Уорд
- 1927 — Крила / Wings — Джек Пауелл
- 1927 — Моя кохана дівчина — Джо Меррілл
- 1931 — Вкрадені коштовності / The Stolen Jools — камео
- 1931 — Слизькі перли / The Slippery Pearls
- 1931 — Таємниця юриста / The Lawyer's Secret